# IC 4565
IC 4565 је спирална галаксија у сазвјежђу Волар која се налази на листи објеката дубоког неба у Индекс каталогу.
Деклинација објекта је + 43° 25' 31" а ректасцензија 15h 36m 35,2s. Привидна величина (магнитуда) објекта IC 4565 износи 14,1 а фотографска магнитуда 14,8. IC 4565 је још познат и под ознакама UGC 9931, MCG 7-32-37, CGCG 222-34, PGC 55592.